# کامپورا
کامپورا (به ایتالیایی: Campora) یک کومونه در ایتالیا است که در استان سالرنو واقع شده‌است.

## خصوصیات
کامپورا ۲۹ کیلومترمربع مساحت و ۴۹۲ نفر جمعیت دارد و ۵۲۵ متر بالاتر از سطح دریا واقع شده‌است.